# Cynanthus
Cynanthus es un género de aves apodiformes perteneciente a la familia Trochilidae —los colibríes—, que agrupa a seis especies nativas principalmente de México y América Central, cuyas áreas de distribución se encuentran entre el extremo suroeste de Estados Unidos y Costa Rica. Tres especies anteriormente situadas en Chlorostilbon fueron transferidas para el presente después que estudios genético-moleculares demostraron ser polifilético, y una especie en el presente fue transferida para un género monotípico Phaeoptila como resultado de los mismos estudios. A sus miembros se les conoce por el nombre común de colibríes, mientras que los provenientes de Chlorostilbon se conocen como esmeraldas.

## Características
Los colibríes de este género son pequeños, midiendo entre 7,5 y 10 cm de longitud. Predominantemente de color verde con las alas y cola oscuras, algunas especies con la garganta azul, algunas hembras con las partes inferiores blancas. El pico es rojo, o negro en algunas hembras.

## Sistemática
El género Cynanthus fue propuesto por el ornitólogo británico William Swainson en 1827 y la especie tipo subsecuentemente designada fue Cynanthus latirostris descrita por Swainson en la misma publicación del género.

### Etimología
El nombre genérico masculino «Cynanthus» se compone de las palabras del griego «kuanos» que significa ‘azul oscuro’, y «anthos» que significa ‘florecer’.

### Taxonomía
Las especies C. auriceps, C. canivetii y C. forficatus estaban anteriormente situadas en el género Chlorostilbon. Estudios genético-moleculares de 2014 y 2017 demostraron que Chlorostilbon era polifilético. En la clasificación propuesta para crear un grupo monofilético, estas tres especies fueron incluidas en el presente género.
La especie Cynanthus sordidus, por mucho tiempo hizo parte del presente género, hasta que los mismos estudios de 2014 y 2017 demostraron que la especie no pertenecía a este género por lo que se propuso su transferencia a un género resucitado Phaeoptila.
Estos cambios taxonómicos fueron reconocidos por el Comité de Clasificación de Norte y Mesoamérica (N&MACC) en las Propuestas 2020-A-2/3 y 2020-D-1.
La especie C. doubledayi fue tratada como subespecie de C. latirostris por algunos y como especie plena por otros, con soporte de datos genéticos; la especie C. lawrencei, tradicionalmente tratada como una subespecie de C. latirostris fue separada como especie plena con base en significativas diferencias de plumaje comparables a las diferencias de otras especies en el género, confirmado por las evidencias genéticas, que demostraron que las especies han divergido entre 1,32 y 3,03 millones de años atrás. Ambas fueron reconocidas como especies separadas por el N&MACC en la Propuesta 2022-A-20

## Lista de especies
Según las clasificaciones del Congreso Ornitológico Internacional (IOC) y Clements Checklist/eBird, el género agrupa a las siguientes especies con el respectivo nombre popular de acuerdo con la Sociedad Española de Ornitología (SEO):
| Imagen | Nombre científico     | Autor             | Nombre común                      | Estado de conservación | Distribución |
| ------ | --------------------- | ----------------- | --------------------------------- | ---------------------- | ------------ |
|        | Cynanthus latirostris | (Swainson, 1817)  | colibrí piquiancho                | LC                     |              |
|        | Cynanthus lawrencei   | (Berlepsch, 1887) | colibrí piquiancho de Tres Marías | NT                     |              |
|        | Cynanthus doubledayi  | (Bourcier, 1847)  | colibrí piquiancho de Guerrero    | LC                     |              |
|        | Cynanthus auriceps    | (Gould, 1852)     | esmeralda mexicana                | LC                     |              |
|        | Cynanthus forficatus  | (Ridgway, 1885)   | esmeralda de Cozumel              | LC                     |              |
|        | Cynanthus canivetii   | (Lesson, 1832)    | esmeralda de Canivet              | LC                     |              |